# The Life and Death of 9413: a Hollywood Extra
Pour plus de détails, voir Fiche technique et Distribution.
The Life and Death of 9413: a Hollywood Extra est un court métrage expérimental muet américain de 1928 coécrit et coréalisé par Robert Florey et Slavko Vorkapić. Considéré comme un jalon du cinéma d'avant-garde américain, il raconte l'histoire d'un homme (Jules Raucourt) qui vient à Hollywood avec le rêve de devenir une star ; il échoue et se retrouve déshumanisé par les dirigeants du studio qui le réduisent au rôle de figurant et lui inscrivent le numéro "9413" sur le front.
Le film est caractérisé par son montage abrupt, ses mouvements de caméra rapides, ses nombreuses superpositions, son éclairage sombre et ses formes tordues sous des angles désorientants. Tourné avec un budget de seulement 97 dollars, il combine des gros plans d'acteurs vivants et de longs plans de décors miniatures construits à partir de cartons, de cubes de papier, de boîtes de conserve, de boîtes de cigares et de trains-jouets. N'ayant pas accès aux studios ou à l'équipement d'Hollywood, la majeure partie du film a été réalisée dans les maisons des cinéastes (dont les murs ont été peints en noir pour servir d'arrière-plan).
L'histoire s'inspire des expériences de Florey à Hollywood et de la Rhapsody in Blue de George Gershwin. Il s'agit de l'un des premiers films tournés par Gregg Toland, qui sera plus tard acclamé pour son travail sur des films tels que Les Raisins de la colère (1939) et Citizen Kane (1941). Le film est une satire des conditions sociales, des pratiques et des idéologies d'Hollywood, ainsi que des mauvais traitements infligés aux acteurs par l'industrie cinématographique. Douglas Fairbanks a participé à son développement, et Charlie Chaplin et Joseph M. Schenck ont contribué à sa promotion.
Contrairement à la plupart des films expérimentaux, il a été distribué par le Film Booking Offices of America dans plus de 700 salles en Amérique du Nord et en Europe. Le film a été bien accueilli par les critiques contemporains et actuels ; selon l'historien du cinéma Brian Taves, « plus que tout autre film américain, il a lancé l'avant-garde dans ce pays ». En 1997, il a été sélectionné pour être conservé par le National Film Registry. Florey a coécrit et réalisé Hollywood Boulevard (1936), une version plus légère du film.

## Fiche technique
Sauf indication contraire, les informations mentionnées dans cette section peuvent être confirmées par la base de données cinématographiques IMDb,  présente dans la section « Liens externes ».
- Titre : The Life and Death of 9413: a Hollywood Extra
- Réalisation : Robert Florey et Slavko Vorkapić
- Scénario : Robert Florey et Slavko Vorkapić
- Musique : George Gershwin
- Photographie : Gregg Toland et Paul Ivano
- Production : Robert Florey et Douglas Fairbanks
- Société de distribution : Film Booking Offices of America (États-Unis)
- Pays d'origine :  États-Unis
- Format : noir et blanc — 1.33 : 1 — 35 mm
- Genre : film expérimental
- Durée : 11 minutes
- Dates de sortie :
  - États-Unis : 17 juin 1928

## Distribution
- Jules Raucourt : 9413
- Voya George : l'actrice
- Adriane Marsh : 13
- Robert Florey : le directeur de casting